# Cinque Nazioni 1996
Il Cinque Nazioni 1996 (in inglese 1996 Five Nations Championship, in francese Tournoi des Cinq Nations 1996, in gallese Pencampwriaeth y Pum Gwlad 1996) fu la 67ª edizione del torneo annuale di rugby a 15 tra le squadre nazionali di Francia, Galles, Inghilterra, Irlanda e Scozia, nonché la 102ª in assoluto considerando anche le edizioni dell'Home Nations Championship.
Fu la prima edizione del torneo a svolgersi in era professionistica, avendo l'International Rugby Football Board sancito la fine dell'obbligo del dilettantismo a fine agosto 1995; proprio l'avvento del professionismo, e la ridefinizione del calendario del campionato inglese, spinsero la Rugby Football Union a proporre al comitato del Cinque Nazioni di ridislocare il torneo a fine stagione nel mese di maggio, anche se la proposta, che pareva ben sostenuta, non fu mai approvata.
Proprio l'Inghilterra fu la squadra campione, per la trentaduesima volta (ventiduesima indivisa): nonostante l'iniziale sconfitta al Parco dei Principi contro la Francia, i britannici in maglia bianca ebbero la meglio sulle altre tre nazioni dell'Home Championship aggiudicandosi, oltre al titolo assoluto, anche triplice corona, Calcutta Cup e Millennium Trophy.
Il valore delle marcature, come stabilito dall’IRFB nel 1992, era: 5 punti per ciascuna meta (7 se trasformata), 3 punti per la realizzazione di ciascun calcio piazzato, idem per il drop.

## Nazionali partecipanti e sedi
| Squadra     | Città     | Impianto interno   |
| ----------- | --------- | ------------------ |
| Francia     | Parigi    | Parco dei Principi |
| Galles      | Cardiff   | National Stadium   |
| Inghilterra | Londra    | Twickenham         |
| Irlanda     | Dublino   | Lansdowne Road     |
| Scozia      | Edimburgo | Murrayfield        |

## Risultati

### 1ª giornata
| Arbitro: | David McHugh |

|                        |      |             |
| Lacroix (3)            | c.p. | Grayson (2) |
| T. Castaignède Lacroix | drop | Grayson (2) |

| Arbitro: | Brian Campsall |

|          |      |                  |
| Clohessy | mt   | Dods K. McKenzie |
| Elwood   | tr   |                  |
| Elwood   | c.p. | Dods             |
|          | drop | Townsend         |

### 2ª giornata
| Arbitro: | Ken McCartney |

|                      |      |               |
| Guscott R. Underwood | mt   | Howley Taylor |
| Grayson              | tr   | A. Thomas     |
| Grayson (3)          | c.p. | A. Thomas     |

| Arbitro: | Clayton Thomas |

|          |      |                            |
| Dods (2) | mt   | Benazzi                    |
| Dods (3) | c.p. | T. Castaignède Lacroix (2) |

### 3ª giornata
| Arbitro: | Ed Morrison |

|                                                          |      |           |
| Accoceberry Campan Castel (2) E. Ntamack (2) Saint-André | mt   | tecnica   |
| T. Cadtaignède (5)                                       | tr   | Humphreys |
|                                                          | c.p. | Humphreys |

| Arbitro: | Joël Dumé |

|               |      |          |
| Proctor       | mt   | Townsend |
|               | tr   | Dods     |
| A. Thomas (3) | c.p. | Dods (3) |

### 4ª giornata
| Arbitro: | Didier Mené |

|                                    |      |               |
| Corkery Fulcher Geoghegan N. Woods | mt   | I. Evans (2)  |
| Mason (2)                          | tr   | A. Thomas (2) |
| Mason (2)                          | c.p. | A Thomas      |

| Arbitro: | Derek Bevan |

|          |      |             |
| Dods (3) | c.p. | Grayson (6) |

### 5ª giornata
| Arbitro: | Brian Stirling |

|             |      |                           |
| Howley      | mt   | T. Castaignède E. Ntamack |
| N. Jenkins  | tr   | T. Castaignède            |
| Jenkins (3) | c.p. | T Castaignède             |

| Arbitro: | Edward Murray |

|                 |      |           |
| J. Sleightholme | mt   |           |
| Grayson         | tr   |           |
| Grayson (6)     | c.p. | Mason (4) |
| Grayson         | drop | Humphreys |

## Classifica
| Pos | Squadra     | G | V | N | P | PF | PS  | DP  | Pt |
| --- | ----------- | - | - | - | - | -- | --- | --- | -- |
| 1   | Inghilterra | 4 | 3 | 0 | 1 | 79 | 54  | +25 | 6  |
| 2   | Scozia      | 4 | 3 | 0 | 1 | 60 | 56  | +4  | 6  |
| 3   | Francia     | 4 | 2 | 0 | 2 | 89 | 57  | +32 | 4  |
| 4   | Galles      | 4 | 1 | 0 | 3 | 62 | 82  | −20 | 2  |
| 5   | Irlanda     | 4 | 0 | 0 | 4 | 65 | 106 | −41 | 0  |